# Hasan Cetinkaya
Hasan Cetinkaya (Göteborg, 27 gennaio 1977) è un procuratore sportivo ed ex calciatore svedese, di ruolo centrocampista.
È di origine curda e possiede il passaporto turco.

## Carriera
Nella sua carriera ha giocato in Finlandia nel Jazz e in Svezia nel Norrköping, Landskrona BoIS, Assyriska, Jönköping, Trelleborg.
Abbandonata la carriera da calciatore ha intrapreso quella di procuratore, diventando agente, tra gli altri, di Victor Lindelöf (ceduto al Manchester United per 35+10 milioni di euro) ed Emil Forsberg.